# Sybra flavitarsis
Sybra flavitarsis är en skalbaggsart som beskrevs av Stefan von Breuning 1975. Sybra flavitarsis ingår i släktet Sybra och familjen långhorningar. Inga underarter finns listade i Catalogue of Life.